# Епоха громадянських воєн в Норвегії

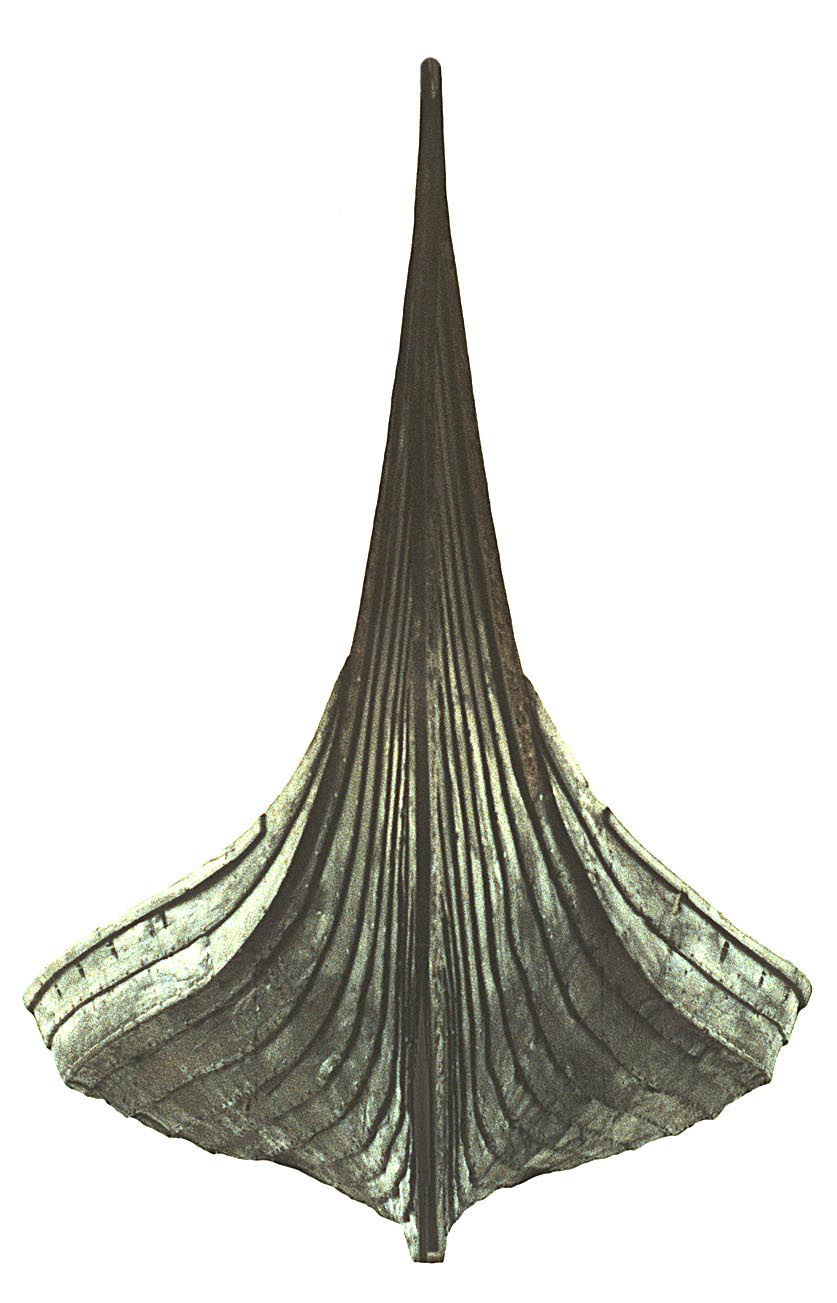
Норвезький довгий корабель.

Епоха громадянських воєн в Норвегії (норв. borgerkrigstida) — термін, що використовуваний для позначення періоду між 1130 і 1240 роками в історії Норвегії. У цей час у країні відбулося кілька воєн між ворогуючими королями і претендентами на норвезький трон. Причини війн являють собою одну з найбільш обговорюваних тем середньовічної історії Норвегії. З 1130 року, після смерті короля Сігурда I Хрестоносця метою ворогуючих партій завжди було звести на трон свою людину. В перші десятиріччя громадянських воєн союзи об'єднувалися і зміщувалися навколо персони короля або претендента на престол, але потім до кінця XII ст. утворилися дві ворожі партії, відомі як біркебейнери і баглери. Після примирення цих двох партій в 1217 році була створена більш впорядкована структура уряду на чолі з королем, яка змогла покласти край постійним повстанням. Останнім епізодом епохи громадянських воєн стало придушення повстання герцога Скуле Бардссона в 1240 році.

## Події епохи громадянських воєн

### Причини
Об'єднання Норвегії зазвичай пов'язується з успіхами короля Гаральда I Прекрасноволосого який здобув перемогу в битві при Гафрсфйорді в 872 році, але процес об'єднання зайняв тривалий час. До середини XI ст. здавалося, що процес завершено. Тим не менш, у Норвегії, як і раніше звичайною справою було одночасне правління кількох королів (конунгів). По всій видимості, це був звичайний спосіб вирішення суперечок при наявності кількох претендентів на престол. Відносини між такими співправителями часто були напруженими, але відкритих конфліктів в основному не було. Однозначних законів про престолонаслідування не існувало. Основним критерієм для вибору гідного кандидата на трон були родинні зв'язки
з Гаральдом Прекрасноволосим по чоловічій лінії — законність походження при цьому не грала ролі.
Король Сігурд I Хрестоносець також поділяв владу над королівством зі своїми братами, королями Ейстейном I і Олафом Магнусоном, але після того як вони померли, Сігурд став єдиним правителем, як і його син і наступник Магнус IV. Проте, в кінці 1120-х років, людина на ім'я Гаральд Гіллі прибув до Норвегії з Ірландії, називаючи себе сином Магнуса Босоногого, батька короля Сігурда. Король Магнус деякий час воював в Ірландії, і значить Гаральд міг бути братом короля Сігурда. Гаральд підтвердив своє право пройшовши випробування вогнем, звичайний доказ того часу, і Сігурд визнав його своїм братом. Однак, Гаральд дав клятву, що не буде претендувати на титул короля поки живі Сігурд і його син.

### Спадкоємці Сігурда Хрестоносця

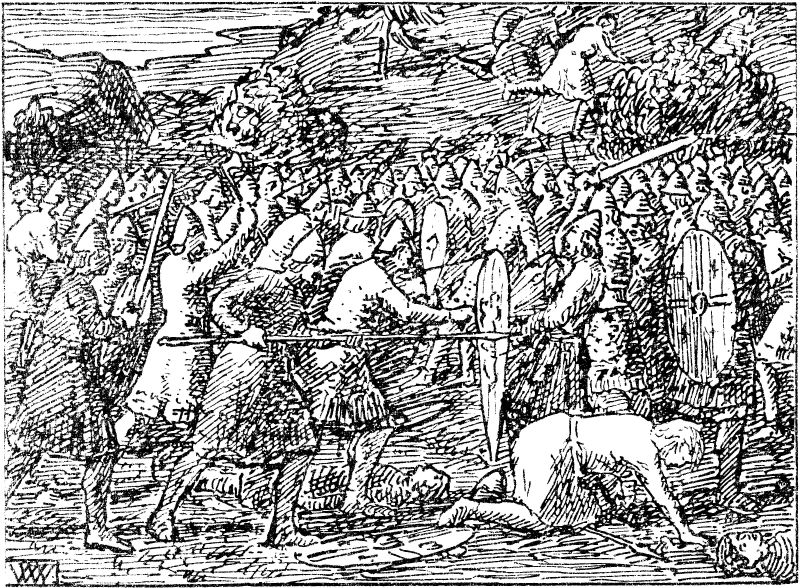
Битва при Мінне (1137) між військами Сігурда Слембе і Інге Гаральдсона, зображена художником Вільгельмом Ветлесеном у виданні «Кола Земного» 1899 року.

Після смерті Сігурда в 1130 році Гаральд порушив свою клятву. Син Сігурда Магнус був проголошений королем, але Гаральд теж претендував на трон і отримав численну підтримку. Було укладено угоду, за якою Магнус і Гаральд удвох ставали королями і співправителями. Мир між ними тривав до 1134 року, коли розгорнулася відкрита війна. В 1135 році Гаральд переміг і захопив Магнуса в Бергені. Магнус був осліплений, кастрований, скалічений і ув'язнений у монастирі. Після цього він став відомий під ім'ям Магнус Сліпий. В цей час з Шотландії прибула інша людина, що називав себе сином Магнуса Босоногого, Сігурд Слембе. Він стверджував, що підтвердив свої права, пройшовши випробування вогнем в Данії. Гаральд не визнав його своїм братом. У 1136 році Сігурд вбив Гаральда в його ставці в Бергені і проголосив себе королем. Прихильники Гаральда не визнали його і звели на престол двох малолітніх синів першого, Сігурда Мунна і Інге Горбатого. Сігурд Слембе звільнив Магнуса Сліпого з монастиря і уклав з ним союз. Війна між Сігурдом Слембе і Магнусом Сліпим з одного боку і старовинними прихильниками Гаральда Гілле і його синами — з іншогобоку. Війна тривала до 1139 року, коли Магнус і Сігурд були розбиті в битві при Валері. Магнус загинув у бою, а Сігурд був узятий в полон і закатований до смерті.

### Правління синів Гаральда Гілле
Спільне правління Сігурда Мунна і Інге Горбатого було мирним до тих пір, поки вони обоє були дітьми. В 1142 році в Норвегію із заходу знову прибув королівський син. На цей раз це був Ейстейн Гаральдсон, син Гаральда Гілле. Ейстейн претендував на частину батьківської спадщини і отримав королівський титул і третину королівства. Троє братів, по всій видимості, правили мирно до 1155 року. Згідно з сагами, Ейстейн і Сігурд Манн будували плани по зміщенню свого брата Інге і розподілу його частини королівства між собою. Під впливом своєї матері Інгрід Рагнвальдсдоттір і лендрмана Грегоріуса Дагссона, Інге вирішив завдати першого удару на зустрічі трьох королів в Бергені. Люди Інге напали і вбили Сігурда Мунна, поки Ейстейн був у дорозі. Потім Інге і Ейстейн уклали непросту угоду, але незабаром відносини між ними перейшли у відкриту війну, в якій Ейстейн був узятий в полон і убитий в Богуслені в 1157 році. Питання про те, чи віддав Інге наказ про вбивство брата, залишається неясним. Прихильники загиблих братів Ейстейна і Сігурда Мунна не перейшли на бік Інге і замість цього обрали нового претендента (kongsemne), сина Сігурда Мунна Гокона Широкоплечого. Це стало першою ознакою нового етапу громадянських воєн: ворогуючі партії більше не просто об'єднувалися
навколо короля або претендента на трон, але залишалися разом після падіння свого лідера і обирали нового голову, тим самим позначивши виникнення більш міцно організованих сил. Новій голові партії Гокону у 1157 році було лише 10 років. Тим не менш, його прихильники проголосили його королем і продовжили боротьбу з Інге. В 1161 році вони розгромили і вбили Інге в битві при Осло.

### Магнус Ерлінгсон і втручання церкви

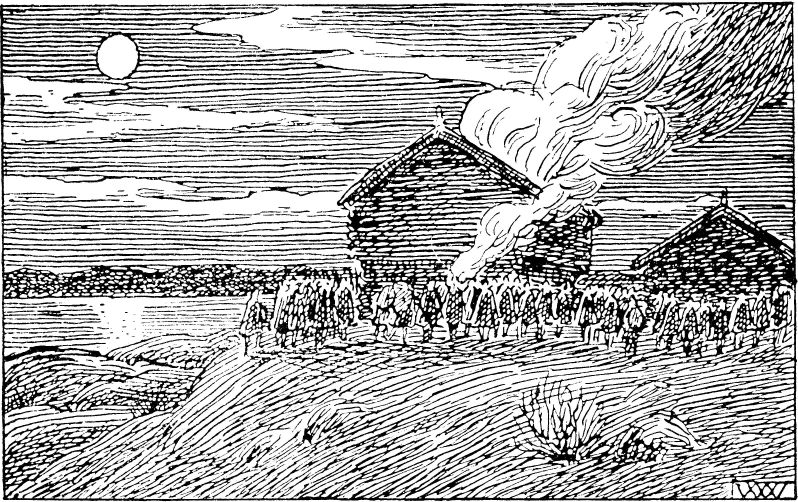
Ерлінг Скакке підпалює будинок прихильника претендента на престол Сігурда Маркусфостре. Малюнок художника Вільгельма Ветлесена у виданні «Кола Земного» 1899 року.

Прихильники Інге вчинили так само, як і їх супротивники чотирма роками раніше, і замість того щоб визнати Гокона, обрали нового голову. Їх вибір припав на п'ятирічного Магнуса Ерлінгсона, сина одного з найвпливовіших лідерів феодала (лендрманна) Ерлінга Скакке і його дружини Кристіни, дочки короля Сігурда Хрестоносця. Ерлінг став фактичним лідером цієї партії з титулом ярл. В наступному 1162 року вони розгромили і вбили короля Гокона II в битві при Секкені в Ромсдальсфьорді. Через рік після цього, в 1163 році, Ерлінг Скакке захопив і вбив в Бергені іншого сина Сігурда Мунна, Сігурда Маркусфостре, який став новим претендентом на владу і вступив у боротьбу з Магнусом Ерлінгсоном.
Ерлінг і залишки його партії, вибравши своїм лідером Магнуса Ерлінгсона, зробили радикальний переворот, порушивши один з традиційних принципів престолонаслідування. Магнус був спадкоємцем давньої королівської династії тільки по материнській лінії, він не був сином короля. Щоб згладити цей недолік, партія Ерлінга і Магнуса уклала союз з католицькою церквою і ввела нове правило. Відтепер король повинен був бути народжена у законному шлюбі. Колишній лідер Інге Горбатий був єдиним законним сином Гаральда Гілле, а король Магнус Ерлінгсон був законним сином Ерлінга та Кристіни. Союз з церквою, яка нещодавно зміцнила свою структуру після створення окремого норвезького архідієцеза в Нідарусі в 1152 році, став важливим досягненням для Ерлінга і Магнуса. У 1163 році в Бергені семирічний Магнус Ерлінгсон став першим коронованим королем Норвегії. Крім того було введено записане право спадкування, згідно з яким престол міг успадковувати тільки старший з закононароджених синів. У наступне десятиліття система, при якій Мангус Ерлінгсон був королем, а Ерлінг Скакке фактичним правителем країни, здавалася надійною. Ерлінг нещадно придушував будь-яке можливе суперництво з боку сина. Він також уклав союз з данським королем Вальдемаром І Великим, і, згідно з одними джерелами, на деякий час отримав від нього область Осло-фіорду як лена. Однак, ступінь залежності від Данії залишається під питанням.

### Піднесення біркебейнерів і король Сверрір
В 1174 році нова партія підняла повстання проти Магнуса Ерлінгсона. Їхнім лідером став юний Ейстейн Діва, син Ейстейна Гаральдсона. Нова партія отримала назву біркебейнерів, тобто «березовоногих», оскільки деякі з них були настільки бідні, що обгортали ноги замість взуття берестой. Ейстейн Діва був убитий людьми Магнуса і Ерлінга в битві при Ре в 1177 році. Незабаром після цього лідером біркебейнерів став Сверрір Сігурдсон. Сверрір прибув до Норвегії з Фарерських островів і оголосив, що він нещодавно дізнався про те, що є сином короля Сігурда Мунна. Його претензії піддавалися сумніву багатьма сучасниками і більшістю сучасних істориків. Однак, очоливши біркебейнерів, він зібрав навколо себе всіх незадоволених правлінням Ерлінга Скакке і короля Магнуса.
Деякі матеріалісти серед сучасних істориків намагаються представити боротьбу Сверріра і біркебейнерів проти Ерлінга і Магнуса як форму класової боротьби. Однак, ступінь в якій люди Сверріра представляли собою знедолені верстви населення, залишається спірним. Очевидно, що більша частина феодалів лендманнів — знаті того часу — була на боці Магнуса, але Сверрір також швидко привернув декількох з них на свою сторону. У будь-якому випадку, біркебейнери не намагалися змінити суспільний лад — вони всього лише самі намагалися опинитися нагорі.
У 1179 році Сверрір здобув важливу перемогу в битві при Кальвскіннеті в околицях Нідаруса, в якій був убитий Ерлінг Скакке. З цього часу регіон Треннелаг з центром у Нідарусі став оплотом Сверріра. Король Магнус продовжив боротьбу після смерті батька і відхилив декілька пропозицій від Сверрір про розподіл королівства між ними. «Сага про Сверріра», написана його прихильниками, оповідає про те, що Магнус був популярний серед простих людей і Сверрір все складніше було боротися з ним. Війна між Сверрір і Магнусом тривала кілька років, і деякий час Магнус шукав притулку в Данії. У завершальній битві при Фімрейті в Согнефіорді в 1184 році Магнус загинув, а Сверрір здобув остаточну перемогу.
Сверрір правил Норвегією до 1202 року, але виявився нездатним домогтися довгого миру. Церква, що була на боці короля Магнуса і Ерлінга Скакке, залишалася небезпечної опозицією Сверріра протягом всього його царювання. У 1190 році архієпископ Ейрік Іварсон втік з країни, в 1194 році отримав дозвіл від папи на відлучення Сверріра від церкви і закликав єпископів, що залишилися в країні, піти за ним в Данію, що вони і зробили. Після цього Сверрір зміг змусити єпископа Осло Ніколаса Арнесона, одного зі своїх найсильніших суперників, коронувати себе в Бергені (1194). У 1198 році папа Інокентій III наклав на Норвегію інтердикт. Хоча Сверрір підробив листи, в яких стверджувалося, що його відлучення було скасовано, в дійсності він залишався відлученим до кінця життя.
Кілька претендентів підняли повстання проти Сверріра. Серед найбільш небезпечних суперників був Йон Кувлунг, ймовірний син короля Інге Горбатого. Він був оголошений королем в 1185 році і загинув у битві біля Бергена у 1188 році. Сігурд Магнусон, син короля Магнуса Ерлінгсона, був оголошений королем на Оркнейських островах у 1193 році. У віці 13 років він очолив партію. Він отримав підтримку крім інших з боку Гаральда Маддадсона. Його піднесення завершилося поразкою і смертю в битві при Флорвазі в околицях Бергена в 1194 році.

### Піднесення баглерів
У 1197 році виникла найсерйозніша загроза режиму Сверріра. Кілька впливових опонентів Сверріра, включаючи єпископа Осло Ніколаса Арнесона, який був зведеним братом короля Інге Горбатого, і архієпископа Ейріка Іварсона, зустрілися на ярмарку Галор в Сконе, що потім стала частиною Данії. Вони обрали своїм претендентом можливого сина Магнуса Ерлінгсона, малолітнього Інге Магнусона. Їх партія стала називатися баглерами від старонорвезького слова, що позначав єпископський посох. Війна між баглерами, що користувалися відкритою підтримкою церкви, і біркебейнерами зайняла решту правління
Сверріра. Вони не змогли змістити Сверріра, але і він не зумів здобути над ними рішучу перемогу. Коли Сверрір помер від хвороби в Бергені в 1202 році, він став першим королем Норвегії, що помер природною смертю після Сігурда Хрестоносця в 1130 році. Перед смертю він дав пораду своєму синові і спадкоємцеві Гокону Сверрірсону примиритися з церквою. Гокон став новим королем та головою біркебейнерів, а єпископи, які повернулися в країну пізніше в тому ж році, звільнили країну від інтердикта. Позбувшись більшості своїх прихильників, король баглерів Інге був убитий в той же рік.

### Друга війна баглерів і угода в Квітсйой
Гокон Сверрірсон зумів утихомирити всю країну, але раптово помер у 1204 році. Його наступником став малолітній Гутторм, який помер у тому ж році. Біркебейнерам не був відомий ні один із спадкоємців короля Сверріра і вони обрали новим королем його племінника Інге Бардсона. Слідом у Данії відродилася партія баглерів, що вибрала своїм королем ще одного сина короля Магнуса Ерлінгсона Ерлінга Стейнвега. У 1204 році за допомогою данського короля Вальдемара II вони вторглися в Норвегію, захопивши Ослофіорд. Друга війна з баглерами тривала до 1208 року. Після хвороби і смерті Ерлінга Стейнвега його змінили Пилип Сімонсон, племінник короля Інге Горбатого, і Ніколас, єпископ Осло, і війна продовжилася без перерви. Оплотом баглерів був Ослофіорд, а біркебейнерів — Треннелаг, але бої і сутички траплялися по всій країні. Зрештою єпископи змогли укласти угоду між двома сторонами на зустрічі в Квітсйой в 1208 році. Під контролем короля баглеів Пилипа залишалася східна Норвегія, але він відмовлявся від королівського титулу, тим самим король біркебейнерів Інге залишався єдиним правителем всієї країни. На ділі Пилип продовжував іменувати себе королем до смерті, але мир між баглерами і біркебейнерами зберігався до 1217 року.

### Примирення між баглерами і біркебейнерами

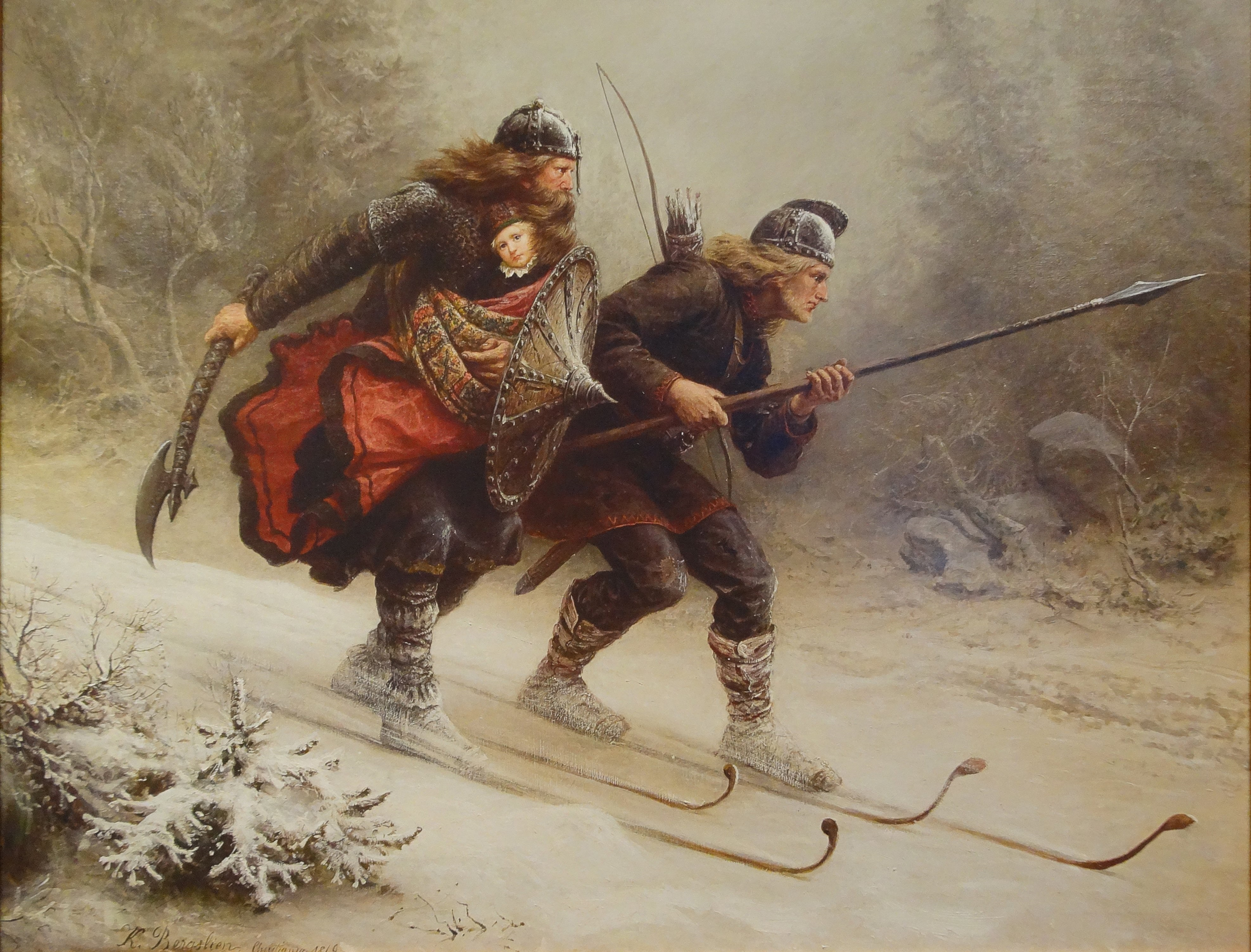
Юного Гокона Гоконсона перевозять, щоб врятувати від ворогів. Картина К. Бергсліна (1869)

В 1217 році помер король біркебейнерів Інге Бардсон. Біркебейнери, побоюючись залишитися без вождя в разі нападу баглерів, обрали своїм королем 13-річного Гокона Гоконсона, а ярл Скуле Бардссон очолив армію. Гокон Гоконссон був посмертним сином Гокона Сверрірсона, якого біркебейнери не побоювалися, коли вибирали Інге своїм королем у 1204 році він прибув до двору короля Інге в 1206 році. Скуле був братом короля Інге, і сам мав претензії на трон, проте на час задовольнився для себе роллю головнокомандувача, ставши фактично наймогутнішою людиною в королівстві. Коли в тому ж році помер король баглеров Пилип, Скуле діяв швидко. Він переконав баглерів не вибирати власного короля. Замість цього вони офіційно розпустили свою партію і присягнули у вірності Гокону, таким чином об'єднавши королівство. Залишалися незадоволені елементи, і в східній Норвегії спалахнуло повстання на чолі з сином Ерлінга Стейнвега по імені Сігурд Ріббунг, що тривало до 1227 року. Після смерті Сігурда від природних причин його прихильники припинили повстання. 1227 рік іноді вказується рік закінчення епохи громадянських воєн, але частіше в неї включають також повстання Скуле Бардссона в 1239—1240 роках.
Обрання королем Гокона в 1217 році здавалося тимчасовим рішенням до тих пір, поки не буде укладено постійної угоди, і Скуле, безсумнівно, сподівався незабаром сам зайняти трон. На зборах всієї знаті країни в Бергені у 1223 році, Скуле виставив свою кандидатуру на пост проти короля Гокона разом з Сігурдом Ріббунгом і двома іншими претендентами. Однак з'їзд затвердив королем Гокона. Дорослішаючи, Гокон поступово брав владу в країні в свої руки, а влада Скуле неухильно слабшала. Намагаючись зберегти мир між ними, Гокон одружився в 1225 році на дочці Скуле Маргариті. У 1237 році Скуле був подарований титул герцога (hertogi), вперше в Норвегії. Цього виявилося недостатньо, щоб задовольнити Скуле, і в 1239 році він проголосив себе королем і почав війну проти Гокона. Його заколот був безуспішним, і в 1240 він був убитий людьми Гокона, коли шукав притулку в монастирі в Нідарусі. Епоха громадянських воєн завершилася.

## Погляди на епоху громадянських війн

### Думки сучасників
Громадянські війни і роздори у королівській династії були звичайною справою в середньовічній Норвегії, як і в інших країнах Європи. Тим не менш, існують свідоцтва, що сучасники ставилися до цього часу як до особливого, що відрізняється від попереднього. Чернець Теодорік, який писав історію Норвегії на латині приблизно у 1180 року закінчує свою працю смертю короля Сігурда Хрестоносця в 1130 році, вважаючи таке:
«…абсолютно недоречно описувати наступні злочини, вбивства, лжесвідчення, батьковбивства, осквернення святих місць, богохульства, грабежі духовенства і простих людей, викрадення жінок і інші мерзоти, які занадто довго перераховувати»
Англійський історик Вільям Ньюбурзький, писав приблизно у 1200 році, описує Норвегію наступним чином:
«…вже більше століття, хоча королі змінюються тут стрімко, ще жоден з них не помер від старості або хвороби, але всі вони гинули від меча, залишаючи велич імперії своїм вбивцям як законним спадкоємцям, тому воістину вираз „Ти вбив, і ще вступаєш у спадок?“ (3Цар 21:19) може стосуватися усіх, хто правив тут настільки довгий час.»

### Сучасні погляди
Сучасні історики висувають різні версії і пояснення епохи громадянських воєн. Джерела того часу, саги, занадто підкреслюють особисті мотиви конфліктів — війни відбувалися через боротьбу різних людей за трон. Заплутане право спадкування і практика поділу влади між кількома правителями одночасно, призводили до того, що особисті конфлікти переростали в повномасштабні війни. Не так давно історик Нарві Бьерго припустив, що практика поділу влади була хорошим способом управління королівством у початковий період після об'єднання, а прагнення до централізації та унітарності були важливими чинниками виникнення воєн. Едвард Булл також підкреслював ворожнечу жителів різних областей як причину воєн, посилаючись на той факт, що різні претенденти часто знаходили підтримку в певних районах країни. Також важливим було втручання зовнішніх сил: данських і в меншій мірі шведських королів, які завжди були готові надати підтримку тієї партії, яка на їх погляд сприяла збільшенню їх власного впливу, зокрема в області Ослофьорду.
Популярним поясненням в ранній норвезької історіографії (кін. XIX — поч. XX століть) був конфлікт між королівською владою і аристократією (лендманнами). У відповідності з цим поглядом такі історики, як П. О. Мунк, Ї. Е. Сарс і Густав Сторм, вважали, що аристократи розглядали короля як засіб їх управління країною. Отже, вони підтримували слабких королів, але, зрештою, зазнали поразки від сильного короля Сверріра. Подібним чином пояснювалося втручання Церкви. Ці версії не підтвердилися, коли стало зрозуміло, що лендманни в рівній мірі підтримували дві сторони, причому до і після короля Сверріра. Власне Сверрір сам залучив деяких лендманнів на свою сторону. Кнут Гелле підкреслює, наскільки велику роботу виконала Церква після смерті Сверріра, щоб домогтися примирення між двома партіями і стабільності.
До середини XX ст. в норвезькій історіографії став популярний матеріалістичний підхід. Його прихильники, наприклад, Едвард Булл і Андреас Голмсен, шукали економічні та соціальні причини громадянських війн. Вони вважали, що в XII столітті норвезьке суспільство стало соціально розшаровуватися, велика кількість самостійних селян перетворилися в орендарів, у той час як лендманни і Церква стали великими землевласниками. Це породило конфлікт, який призвів до громадянських воєн. Вони також вважали, що окремі регіони (такі як Треннелаг і внутрішні частини східної Норвегії) були більш однорідними і тому протистояли більш соціально розшарованим регіонам. Ці спроби пояснити події як форму класової боротьби не знайшли значного підтвердження в джерелах. Виявилося неможливим емпірично довести, що в той період посилилося соціальне розшарування. Недавні дослідження показують, що швидше це було не так. Енут Гелле підкреслює неухильне посилення королівської влади впродовж усього періоду громадянських воєн. До кінця воєн взяла гору ідея унітарного королівства (в противагу практиці поділу держави), почала створюватися централізована адміністрація, посилилася королівська влада і відповідно король зміг стримувати регіональні та соціальні конфлікти, не даючи їм перерости у відкрите протистояння. З цієї точки зору громадянські війни стали останнім етапом об'єднання Норвегії в єдину державу.